# Tenna (Grisons)
Tenna és un municipi del cantó dels Grisons (Suïssa), situat al districte de Surselva.

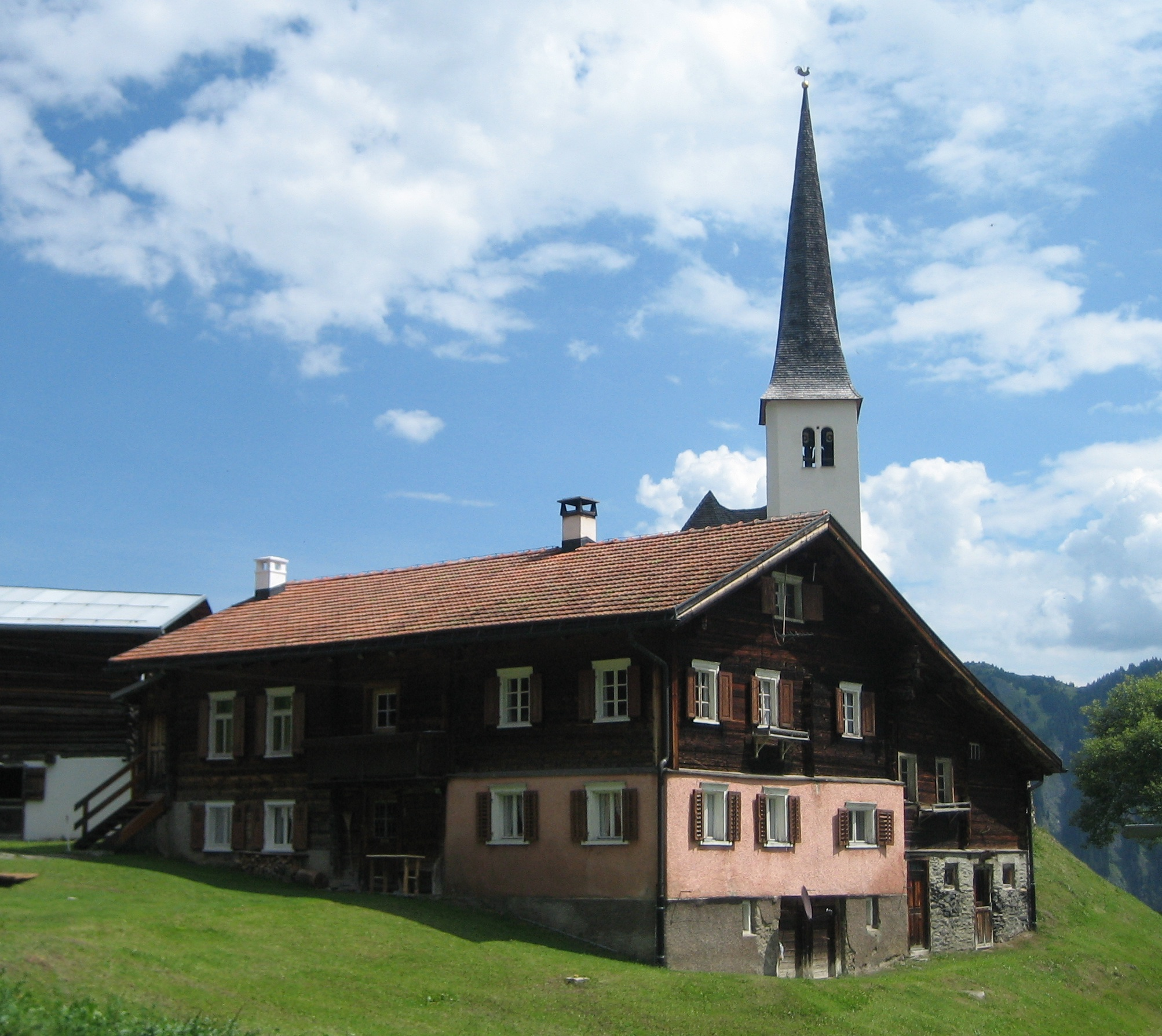
Església